# 五大湖工业区

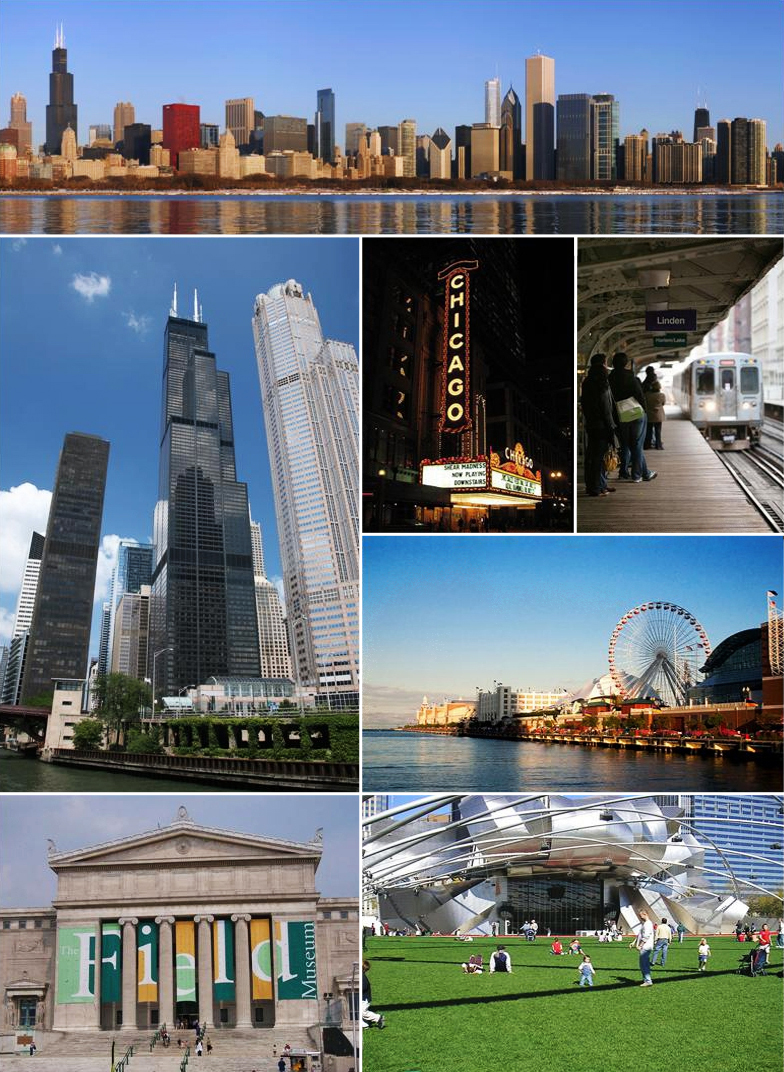
美国著名城市芝加哥，自上方顺时针依次为：芝加哥市中心、芝加哥剧院、芝加哥地铁、海军码头、千禧公园、菲尔德博物馆及威利斯大厦。

五大湖工业区位于北美洲五大湖南部的圣保罗-辛辛那提-布法罗三角区内、美国五大湖、密西西比河、俄亥俄河以及阿巴拉契亚山脉之间，涵盖了纽约州、宾夕法尼亚州、俄亥俄州、威斯康星州、印第安纳州、密歇根州6个州份的部分地区，是北美洲最为重要的工业区。:102五大湖工业区原本并不发达，产业结构以农业为主，后来凭借丰富的煤、铁等资源以及五大湖方便的交通运输等因素得以发展成工业基地，但20世纪20、30年代后经济开始衰退。20世纪80年代，五大湖工业区开始出现了“复兴”的迹象。芝加哥、底特律等城市均位于此。

## 发展历程
初步发展（1850年至1865年）：19世纪初，五大湖工业区的开发开始进行。19世纪上半叶时，产业结构以农业为主。城市数量少、规模小、沿河分布。:71-72但是，本世纪中叶接受了大批移民，他们发展了当地的大规模农牧业、商业、城镇和农畜产品加工工业，建设了运河、铁路网和公路网，为进一步发展创下了条件。

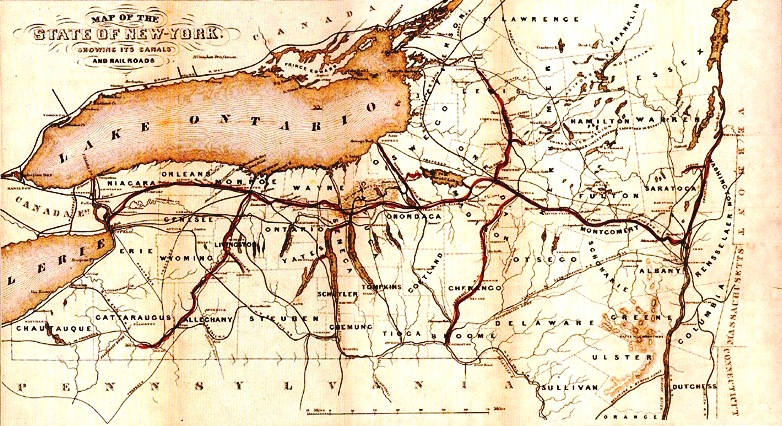
1853年伊利運河的地圖。

高速发展（1865年至1920年）：1865年南北战争后，此区域的发展开始加速，19世纪末至20世纪初达到极盛。1920年，城市化水平达到了75.7%。在此过程中，原有大城市的规模继续扩大，很多新兴城市出现，它们按照小城市-中等城市-大城市的模式迅速发展。空间上，市区不断扩大。许多分散的中小城镇连成了完整、秩序井然的城市体系。:72
工业化的盛极而衰与郊区化的开始（1920年至1985年）：20年代时，虽然五大湖工业区的城市化进程依旧在推进，速度已经放缓且落后于美国的其他一些地区。30年代时，一些城市开始逆城市化，没有一座城市达到全国人口增长数目的平均水平。郊区化也于此时开始，原先的“城市”变为“都市区”，其人口向郊区分散，郊区在政治和经济上的影响力不断扩大，开始不断与都市区竞争。二战后，这些地区失去活力，被称为“冰雪带”。:72
去工业化与再城市化的展开（1985年至今）：1895年后，五大湖工业区的产业结构开始发生变化，经济随之复苏，许多大型城市的产业结构成功转型，由原先的制造业中心变为服务业中心。农业和农产品加工业也开始稳步上升，谷物的价格达到历史最高峰。城市由人口迁出地变为迁入地，五大湖工业区出现再城市化的趋势。:73

## 交通
在天然水路的影响下，五大湖工业区得到了发展。1825年，伊利运河开通。它通过哈德孙河将纽约与五大湖工业区连接起来，并促成了人口迁移。布法罗等小城镇形成，纽约成为重要的商业中心。1850年，美国开始在此处建设第一条洲际铁路系统。此阶段，五大湖工业区的人口占总人口的比例从9%提升至20%，这是城市化进行中的重要因素之一。:73
19世纪后期，此地区的铁路网日益完善，许多铁路中心城市出现，芝加哥成为铁路网的枢纽。城市电力铁路兴起时，五大湖工业区同样占尽优势。:73:255-275

## 水文
| 名称                                                        | 伊利湖                       | 休倫湖                        | 密西根湖                      | 安大略湖                     | 蘇必略湖                      | 参考来源          |
| ----------------------------------------------------------- | ---------------------------- | ----------------------------- | ----------------------------- | ---------------------------- | ----------------------------- | ----------------- |
| 图片                                                        |                              |                               |                               |                              |                               | 暂无来源          |
| 湖泊面積                                                    | 9,910平方英里 25,700平方公里 | 23,000平方英里 60,000平方公里 | 22,300平方英里 58,000平方公里 | 7,340平方英里 19,000平方公里 | 31,700平方英里 82,000平方公里 | [ 6 ]             |
| 水體體積                                                    | 116立方英里 480立方公里      | 850立方英里 3,500立方公里     | 1,180立方英里 4,900立方公里   | 393立方英里 1,640立方公里    | 2,900立方英里 12,000立方公里  | [ 6 ]             |
| 海拔高度                                                    | 571英尺（174米）             | 577英尺（176米）              | 577英尺（176米）              | 246英尺（75米）              | 600英尺（180米）              | [ 7 ]             |
| 平均深度                                                    | 62英尺（19米）               | 195英尺（59米）               | 279英尺（85米）               | 283英尺（86米）              | 483英尺（147米）              | :13、21-26、42–43 |
| 最大深度                                                    | 210英尺（64米）              | 770英尺（230米）              | 923英尺（281米）              | 808英尺（246米）             | 1,332英尺（406米）            | 暂无来源          |
| 五大湖海拔高度、平均深度、最大深度及體積示意圖参考来源：EPA |                              |                               |                               |                              |                               |                   |

## 环境污染及其治理
自20世纪60年代起，五大湖的生态系统遭到严重破坏。

### 病菌感染
病菌开始成为问题。除了饮用水导致的感染，直接接触被污染的水体也开始可以导致人类感染病菌。为了控制病菌的传播，人们开始治理水体污染。

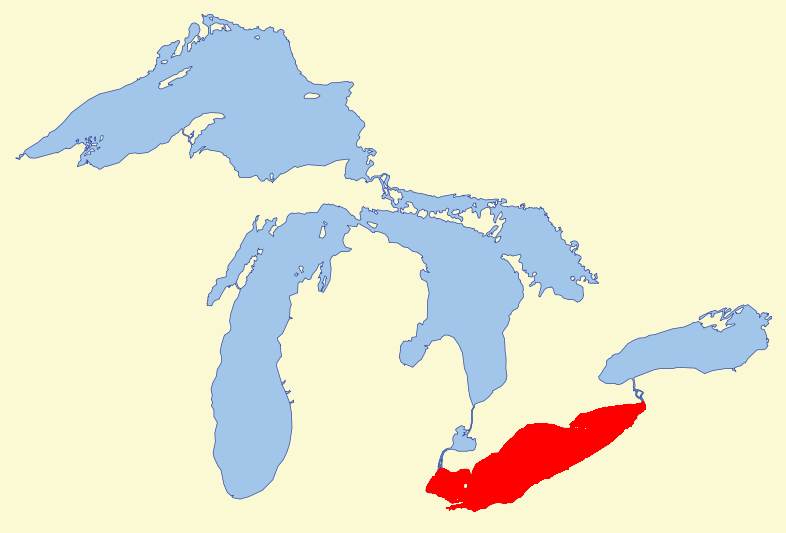
伊利湖的水最浅、温度最高，是五大湖中首个水体富营养化问题严重的湖泊。

### 水体的富营养化及氧损耗问题
含磷洗涤剂、无机肥料的排放等因素使得大量的营养物质和有机物质流入五大湖，植被面积的减少和热污染也让湖区内的许多支流温度升高，五大湖的水体开始富营养化。人们为此扩大了磷污染的控制面，但控制面以外的地区依旧面临着磷污染问题。富营养化使得包括藻类植物在内的许多绿色植物受到了刺激，死去的植物会沉入湖底并分解，这一过程会将溶解在水体中的氧消耗掉；工厂排放出的有机物也会分解并消耗氧。而这一过程中被溶解的氧的数量则叫做生化需氧量。含氧量的下降使得许多鱼类开始死亡，而厌氧鱼却会得到发展。绿色植物的增加使得水体会因此变得越来越混浊，藻类植物快速繁殖，富营养化随之加剧。:82
20世纪20年代末，氧损耗问题被发现。90年代末，磷元素被普遍认作是污染中的关键物质。90年代后，污染开始得到有效治理。

### 有毒污染物
20世纪40年代以来，生产的发展、合成有机化学物及含重金属物质促成了有毒污染物的发展。它们不但污染环境，而且危害人体健康，通过食物链时也会产生生物积累作用，进而导致污染的影响成倍增加，许多鱼类为此无法被人类食用。:83